# Colobostruma unicorna
Colobostruma unicorna é uma espécie de formiga do gênero Colobostruma, pertencente à subfamília Myrmicinae.